# Chromatomyia isicae
Chromatomyia isicae är en tvåvingeart som beskrevs av Erich Martin Hering 1962. Chromatomyia isicae ingår i släktet Chromatomyia och familjen minerarflugor.
Artens utbredningsområde är Österrike. Inga underarter finns listade i Catalogue of Life.